# Philodicus univentris
Philodicus univentris är en tvåvingeart som först beskrevs av Walker 1851.  Philodicus univentris ingår i släktet Philodicus och familjen rovflugor. Inga underarter finns listade i Catalogue of Life.